# Luisa Baptista
Luisa Baptista (Araras, 15 de junho de 1994) é uma triatleta brasileira, medalhista nos Jogos Pan-Americanos.

## Carreira
Luisa integrou a equipe nacional campeã do revezamento misto nos Jogos Sul-Americanos de 2018, em Cochabamba. No mesmo evento, conquistou a prata na competição feminina.
Em junho de 2019, Luisa foi convocada para os Jogos Pan-Americanos de 2019 juntamente com Vittória Lopes, Manoel Messias e Kauê Willy. Os triatletas integraram a equipe de revezamento misto que conquistou a medalha de ouro no Campeonato Pan-Americano de Triatlo, sendo esta a última competição que contabilizou pontos para o evento multiesportivo. Em Lima, ela finalizou a competição feminina na primeira colocação e conquistou a medalha de ouro, tornando-se a primeira brasileira campeã do triatlo nos Jogos Pan-Americanos. Dois dias depois, integrou a equipe que venceu o revezamento misto.

## Atropelamento
Em 23 de dezembro de 2023, Luisa pedalava na Estrada Municipal Abel Terrugi (SCA-329), via conhecida pelo baixo movimento de veículos, quando uma moto, conduzida pelo motociclista sem a carteira de habilitação, colidiu de frente com sua bicicleta. Ela foi levada para atendimento médico na Santa Casa de São Carlos, sendo constatados traumatismo craniano, além de fraturas nas costelas, em uma das clavículas e em uma das pernas, e pneumotórax. Após passar por cirurgia e ficar mais de cem dias internada, recebeu alta hospitalar, em 1 de abril de 2024.